# Илиян Йончев
Илиян Славейков Йончев е български юрист и политик от БСП. Народен представител от коалиция „БСП за България“ в XLV, XLVII и XLVIII народно събрание. Бил е три мандата общински съветник в община Плевен. В периода от юни 2013 до август 2014 г. по време на правителството на Пламен Орешарски е областен управител на област Плевен. Три мандата е заместник председател на Общинската организация на БСП-Плевен.
Той е основател и първи президент на Младежкия Ротари клуб в Плевен – Ротаракт, член на Ротари клуб от 2009 г. и на националното ръководство на Ротари Дистрикт, където отговаря за младежката политика, а през 2017 г. става президент на Ротари клуб в Плевен.

## Биография
Илиян Йончев е роден на 11 март 1976 г. в град Плевен, Народна република България. Завършва Езиковата гимназия в родния си град, след което служи в Школата за запасни офицери „Христо Ботев“ в Плевен. Завършва специалност „Право“ и специализира по „Правораздаване“ и „Международно право и международни отношения“ в СУ „Св. Климент Охридски“. Има магистратура по „Здравен мениджмънт“ от Медицински университет – Плевен. От 2005 г. работи в МУ-Плевен. Специализира Данъчен и митнически контрол в Стопанска академия „Димитър А. Ценов“ в Свищов. Завършва обучение по политически мениджмънт от Академията за социална политика.
През 2015 г. става баща, неговата съпруга Йоана ражда момченце.